# Uribarri (metropolitana di Bilbao)
Uribarri è una stazione della linea 3 della metropolitana di Bilbao.
Si trova lungo Calle Trauko, nel comune di Bilbao.

## Storia
La stazione è stata inaugurata l'8 aprile 2017 insieme alle altre stazioni della linea.
È la stazione della rete metropolitana che conta più accessi, 5.